# Ramara (Ontario)
Ramara (offiziell Township of Ramara) ist eine Flächengemeinde im Südosten der kanadischen Provinz Ontario. Das Township liegt im Simcoe County und hat den Status einer Lower Tier (untergeordneten Gemeinde).
Im Ortsteil Atherley, am Übergang zwischen dem Lake Simcoe und dem Lake Couchiching liegt die Mnjikaning Fish Weirs National Historic Site of Canada. Dieses größte und am besten erhaltene hölzerne Fischwehr im östlichen Nordamerika gilt heute als von besonderem historischen Wert und wurde am 12. Juni 1986 zur National Historic Site of Canada erklärt.

## Lage
Die Gemeinde liegt am östlichen Ufer des südlicheren und größeren Lake Simcoe sowie des nördlicheren und kleineren Lake Couchiching. Im Süden folgt die Gemeindegrenze dem Talbot River. Die Gemeinde liegt dabei an nördlichen Rand des Golden Horseshoe (Goldenes Hufeisens) bzw. in den südlichen Ausläufern des kanadischen Schildes und etwa 100 Kilometer Luftlinie nördlich von Toronto. In der Gemeinde gibt es mehrere Siedlungsschwerpunkte. Die Gemeindeverwaltung hat ihren Sitz im Ortsteil Brechin, welcher damit einer der wichtigeren Siedlungsschwerpunkte in der Gemeinde ist. Weitere größere oder wichtige Ansiedlungen sind unter anderem die Ortsteile Atherley, Cooper’s Falls und Wasago.
Ebenfalls im Gemeindegebiet finden sich mit dem Mara Provincial Park und dem McRae Point Provincial Park zwei der Provincial Parks in Ontario.
Das Gemeindegebiet umschließt auch mehrere Reservate (u. a. Chippewas of Rama First Nation) der First Nations, hier hauptsächlich Gruppen der Chippewa.

## Demografie
Der Zensus im Jahr 2016 ergab für die Siedlung eine Bevölkerungszahl von 9488 Einwohnern, nachdem der Zensus im Jahr 2011 für die Siedlung eine Bevölkerungszahl von nur 9275 Einwohnern ergeben hatte. Die Bevölkerung hat damit im Vergleich zum letzten Zensus im Jahr 2011 nur etwas um 2,3 % zugenommen, während der Provinzdurchschnitt bei einer Bevölkerungszunahme von 4,6 % lag. Im Zensuszeitraum von 2006 bis 2011 hatte die Einwohnerzahl in der Gemeinde entgegen dem Provinzdurchschnitt leicht um 1,6 % abgenommen, während die Gesamtbevölkerung in der Provinz um 5,7 % zunahm.

## Verkehr
Ramara wird durch den in Nord-Süd-Richtung verlaufenden Kings Highway 12, welcher hier ein Abschnitt des Trans-Canada-Highway-Systems ist, durchquert. Weiterhin passieren Eisenbahnstrecken der Canadian Pacific Railway die Gemeinde. Am Bahnhof in Wasaga hält planmäßig der transkontinentale Fernzug The Canadian der VIA Rail. Außerdem werden durch die Ontario Northland Transportation Commission Busverbindungen mit verschiedenen anderen Orten angeboten. In der Gemeinde gibt es mehrere kleine Flugplätze, neben Wasserflugplätze auch den Regionalflugplatz (IATA-Flughafencode: ohne, ICAO-Code: ohne, Transport Canada Identifier: CNJ4) dessen längere Start- und Landebahn asphaltiert ist und eine Länge von 914 m hat. Da dieser Platz als Airport of Entry klassifiziert ist und dort Beamte der Canada Border Services Agency (CBSA) stationiert sind, ist hier auch eine Einreise aus dem Ausland möglich.
Durch den Lake Couchiching sowie den Lake Simcoe und den Talbot River verläuft der Trent-Severn-Wasserweg. Dieser verläuft von hier zum einen über die Kawartha Lakes sowie den Otonabee River zum Rice Lake und über dann über den Trent River weiter zur Bay of Quinte des Ontariosees. In die andere Richtung folgte er den Severn River durch den Gloucester Pool weiter zur Georgian Bay des Huronsees.